# Pfälzische T 4.II
Die Lokomotiven der Gattung T 4II waren Nassdampf-Tenderlokomotiven der Pfälzischen Eisenbahnen, die ab 1906 in die Königlich Bayerischen Staatseisenbahnen als linksrheinische Direktion übergingen.
Sie waren in weiten Teilen mit der Baureihe D XI aus Bayern baugleich, gegenüber dieser jedoch sechs Millimeter länger und mit 39,6 Tonnen Dienstmasse auch schwerer. Rostfläche, Feuerbüchsheizfläche und der Durchmesser von Lauf- und Kuppelrädern etwas verringert. Die hintere Kuppelachse war mit der Schleppachse in einem Krauss-Helmholtz-Lenkgestell gelagert, und der Vorratsbehälter für die Kohlen lag hinter dem Führerhaus. Die Lokomotiven konnten einen 400 Tonnen schweren Zug in der Ebene mit 45 km/h ziehen.
Die drei gebauten Exemplare trugen die Bahnnummern 257 bis 259 und die Namen „Ulmet“, „Eschenau“ und „Erdesbach“. Die Deutsche Reichsbahn übernahm 1925 alle drei Maschinen als Baureihe 984 mit den Nummern 98 401–403. Bis zu ihrer Ausmusterung 1933/34 waren die Lokomotiven beim Bahnbetriebswerk Landau beheimatet.